# Yéhezkel Henkin
Pour les articles homonymes, voir Henkin.
 (avril 2009).
Si vous disposez d'ouvrages ou d'articles de référence ou si vous connaissez des sites web de qualité traitant du thème abordé ici, merci de compléter l'article en donnant les références utiles à sa vérifiabilité et en les liant à la section « Notes et références ».
Yéhezkel Henkin (יחזקאל חנקין ; né en 1881 en Russie et mort en 1916 à Yavnéel) est un scientifique en sciences naturelles.

## Biographie
Yéhezkel Henkin est membre de l'organisation Auto-défense, dans sa ville de Homel. Pour ses activités, il doit fuir les services russes de police, et part, en 1903, s'installer avec son épouse Haya-Sara en Palestine, avec les émigrants de la seconde aliyah. Henkin passe d'implantation en implantation avant de se fixer à Kala, qui bien plus tard deviendra le moshav Almagor. C'est là qu'en collaboration avec le zoologue Israël Aharoni, il se spécialise dans la connaissance de la nature de Palestine, grâce à ses nombreux périples dans le pays. Aharoni se rappelle Henkin en ces termes : Je n'avais alors jamais vu d'homme aussi sensible. Par sa personnalité, il savait apprivoiser la nature, et rendre amicale toute chose hostile. Sur ses lèvres était collé un constant sourire mêlé d'affection et de chaleur ; élément qui nous sauva plus d'une fois la vie.
Yéhezkel Henkin est l'un des fondateurs des organisations Bar-Guiora, et Hashomer, dont il est membre. C'est le premier à avoir adopté le système de garde montée.
À chacune de ses sorties, Haya-Sara et ses enfants restent dans la maison familiale, ouverte à tous les membres de Hashomer qui sont de passage.
Yéhezkel Henkin meurt en 1916 de la malaria à Yavnéel. Son épouse élève alors seule leurs enfants, et à l'issue de la Première Guerre mondiale, elle s'installe au kibboutz Kfar-Guiladi.